# Niemi (Tampere)
Pour les articles homonymes, voir Niemi.
Niemi est un quartier de Tampere en Finlande.

## Description
Niemi est un quartier de l'ouest de Tampere. 
C'est une zone de petites maisons familiales et de parcs. 
Le quartier voisin le plus proche est Lentävänniemi, qui est construit principement d'immeubles résidentiels. Les autres quartiers limitrophes sont Ryydynpohja et Ryydynlahti.